# Liste der denkmalgeschützten Objekte in Jedenspeigen
Die Liste der denkmalgeschützten Objekte in Jedenspeigen enthält die 5 denkmalgeschützten, unbeweglichen Objekte der niederösterreichischen Marktgemeinde Jedenspeigen im Bezirk Gänserndorf.

## Denkmäler
| Foto |                 | Denkmal                                                                              | Standort                                                    | Beschreibung | Metadaten |
| ---- | --------------- | ------------------------------------------------------------------------------------ | ----------------------------------------------------------- | --- | --- |
| ja   | Datei hochladen | Bildstock hl. Johannes Nepomuk HERIS-ID: 10499 Objekt-ID: 6558                       | bei Bahnstraße 1 Standort KG: Jedenspeigen                  | Pfeilerbildstock aus dem 17. Jahrhundert mit barocker Steinfigur des Heiligen Nepomuk in einer jüngeren Nische. | BDA-Hist.: Q38071341 Status: § 2a Stand der BDA-Liste: 2025-06-30 Name: Bildstock hl. Johannes Nepomuk GstNr.: 448                                    |
| ja   | Datei hochladen | Kath. Pfarrkirche hl. Martin HERIS-ID: 10496 Objekt-ID: 6555                         | bei Kirchenplatz 1 Standort KG: Jedenspeigen                | Im Kern mittelalterlicher Bau, mehrfach verändert, mit neugotischer Schaufront.                                 | BDA-Hist.: Q38071299 Status: § 2a Stand der BDA-Liste: 2025-06-30 Name: Kath. Pfarrkirche hl. Martin GstNr.: 154 Pfarrkirche Jedenspeigen             |
| ja   | Datei hochladen | Schloss Jedenspeigen HERIS-ID: 10497 Objekt-ID: 6556                                 | Schlossplatz 1 Standort KG: Jedenspeigen                    | Vierflügelige frühbarocke Anlage, im 17. und 19. Jahrhundert mehrfach verändert.                                | BDA-Hist.: Q20203828 Status: § 2a Stand der BDA-Liste: 2025-06-30 Name: Schloss Jedenspeigen GstNr.: 9 Schloss Jedenspeigen                           |
| ja   | Datei hochladen | Flur-/Wegkapelle mit Steinfigur hl. Johannes Nepomuk HERIS-ID: 10498 Objekt-ID: 6557 | bei Schlossplatz 2 Standort KG: Jedenspeigen                | Schlichter barocker Bau mit Nepomukfigur vor dem Schloss.                                                       | BDA-Hist.: Q38071325 Status: § 2a Stand der BDA-Liste: 2025-06-30 Name: Flur-/Wegkapelle mit Steinfigur hl. Johannes Nepomuk GstNr.: 9                |
| ja   | Datei hochladen | Kath. Pfarrkirche Mariä Geburt HERIS-ID: 10500 Objekt-ID: 6559                       | nördlich Kirchensteig 1 Standort KG: Sierndorf an der March | Einheitlicher Barockbau mit Westturm, 1703 geweiht.                                                             | BDA-Hist.: Q38071366 Status: § 2a Stand der BDA-Liste: 2025-06-30 Name: Kath. Pfarrkirche Mariä Geburt GstNr.: 114 Pfarrkirche Sierndorf an der March |